# فرانتیشک اسمولیک
فرانتیشک اسمولیک (چکی: František Smolík؛ ‏ ۲۳ ژانویهٔ ۱۸۹۱ – ۲۶ ژانویهٔ ۱۹۷۲) بازیگر اهل جمهوری چک بود.
از فیلم‌ها یا برنامه‌های تلویزیونی که وی در آن نقش داشته‌است، می‌توان به رومئو، ژولیت و تاریکی، قصه‌های چاپک، حلقه ازدواج و گردان اشاره کرد.